# Colorado County
Das Colorado County ist ein County im Bundesstaat Texas der Vereinigten Staaten. Das U.S. Census Bureau hat bei der Volkszählung 2020 eine Einwohnerzahl von 20.557 ermittelt. Der Sitz der County-Verwaltung (County Seat) befindet sich in Columbus.

## Geographie
Das County liegt südöstlich des geographischen Zentrums von Texas, etwa 100 km vor dem Golf von Mexiko und hat eine Fläche von 2522 Quadratkilometern, wovon 28 Quadratkilometer Wasserfläche sind. Es grenzt im Uhrzeigersinn an folgende Countys: Austin County, Wharton County, Jackson County, Lavaca County und Fayette County.

## Geschichte
Colorado County wurde 1836 als Original-County gebildet. Benannt wurde es nach dem Colorado River.
Sieben Bauwerke und Stätten des Countys sind im National Register of Historic Places (NRHP) eingetragen (Stand 19. Oktober 2018).

## Demografische Daten

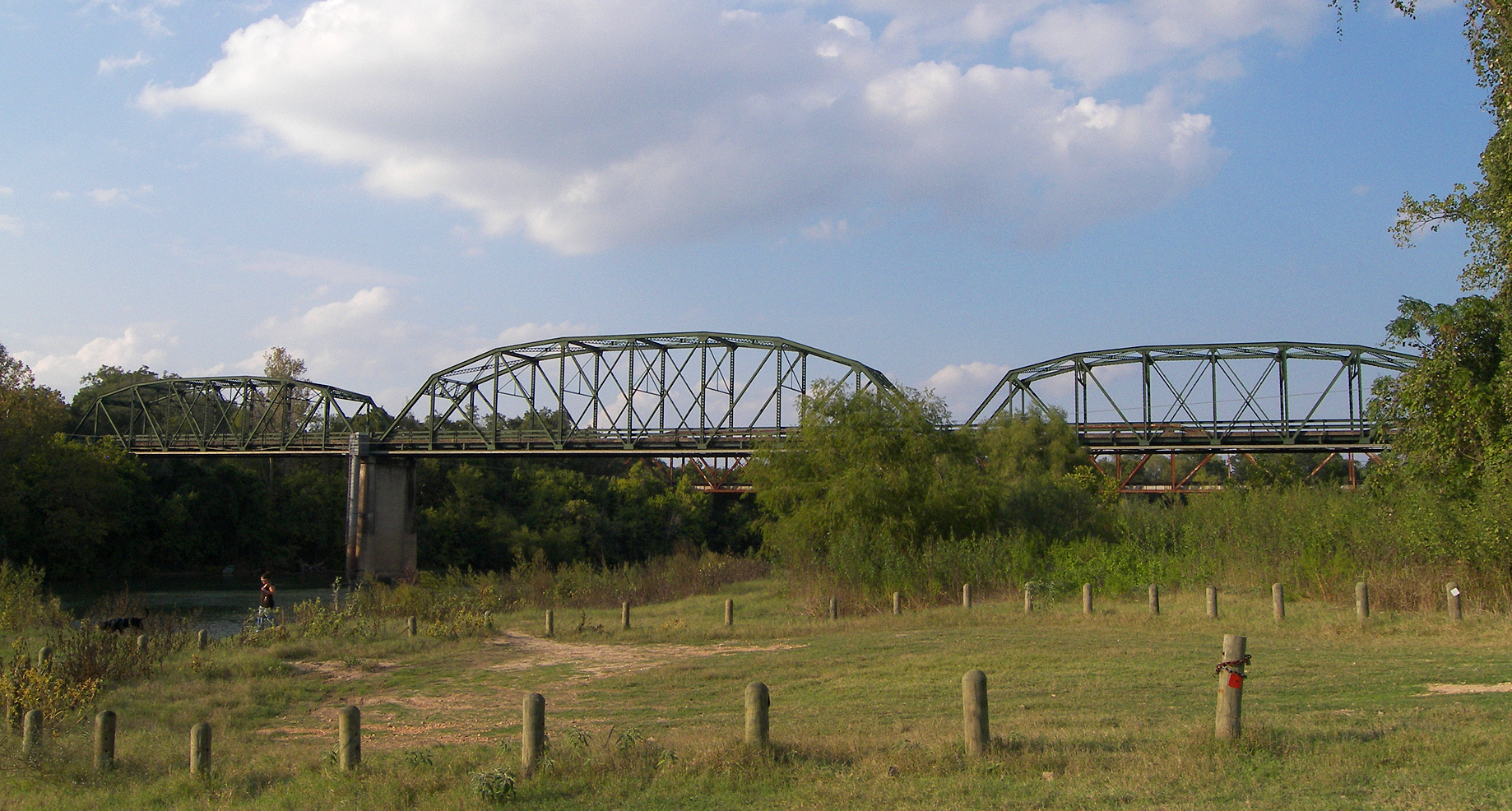
State Highway 3 Bridge at the Colorado River, gelistet im NRHP mit der Nr. 96001111

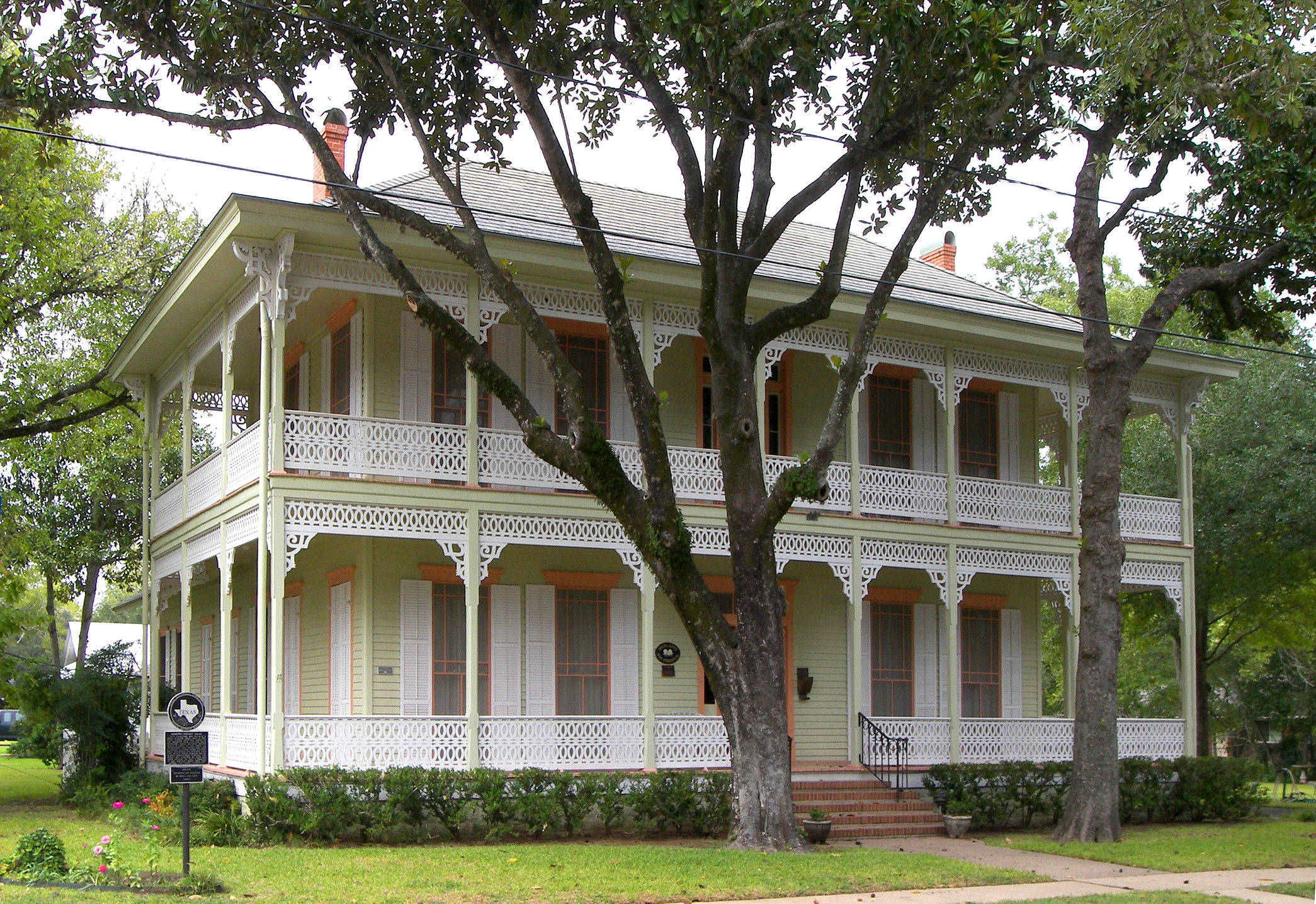
Harrison-Hastedt House, gelistet im NRHP mit der Nr. 04000231

Nach der Volkszählung im Jahr 2000 lebten im Colorado County 20.390 Menschen in 7.641 Haushalten und 5.402 Familien. Die Bevölkerungsdichte betrug 8 Einwohner pro Quadratkilometer. Ethnisch betrachtet setzte sich die Bevölkerung zusammen aus 72,79 Prozent Weißen, 14,80 Prozent Afroamerikanern, 0,37 Prozent amerikanischen Ureinwohnern, 0,21 Prozent Asiaten, 0,02 Prozent Bewohnern aus dem pazifischen Inselraum und 10,04 Prozent aus anderen ethnischen Gruppen; 1,78 Prozent stammten von zwei oder mehr Ethnien ab. 19,74 Prozent der Einwohner waren spanischer oder lateinamerikanischer Abstammung.
Von den 7.641 Haushalten hatten 31,1 Prozent Kinder oder Jugendliche, die mit ihnen zusammen lebten. 56,3 Prozent waren verheiratete, zusammenlebende Paare 10,9 Prozent waren allein erziehende Mütter und 29,3 Prozent waren keine Familien. 26,2 Prozent waren Singlehaushalte und in 14,4 Prozent lebten Menschen im Alter von 65 Jahren oder darüber. Die durchschnittliche Haushaltsgröße betrug 2,56 und die durchschnittliche Familiengröße betrug 3,08 Personen.
25,6 Prozent der Bevölkerung war unter 18 Jahre alt, 8,9 Prozent zwischen 18 und 24, 23,8 Prozent zwischen 25 und 44, 23,1 Prozent zwischen 45 und 64 und 18,6 Prozent waren 65 Jahre alt oder älter. Das Medianalter betrug 39 Jahre. Auf 100 weibliche Personen kamen 95,3 männliche Personen und auf 100 Frauen im Alter von 18 Jahren oder darüber kamen 92,4 Männer.
Das jährliche Durchschnittseinkommen eines Haushalts betrug 32.425 USD, das Durchschnittseinkommen einer Familie betrug 41.388 USD. Männer hatten ein Durchschnittseinkommen von 30.063 USD, Frauen 20.014 USD. Das Prokopfeinkommen betrug 16.910 USD. 12,3 Prozent der Familien und 16,2 Prozent der Einwohner lebten unterhalb der Armutsgrenze.

## Orte im County
- Alleyton
- Altair
- Bernardo
- Boedecker Junction
- Borden
- Chesterville
- Columbus
- Eagle Lake
- Frelsburg
- Garwood
- Glidden
- Hillcrest
- Hoefer
- Matthews
- Mentz
- Nada
- Oakland
- Provident City
- Ramsey
- Rayner Junction
- Rock Island
- Sheridan
- Weimar